# 东海镇 (启东市)
东海镇，是中华人民共和国江苏省南通市启东市下辖的一个乡镇级行政单位。

## 行政区划
东海镇下辖以下地区：
兴旺村、东海镇村、武东村、丰盛村、大丰镇村、东安镇村、丰利村、仲辉村、云祥村、建民村、锦绣村、显中村、共乐村、兴垦村、戴祥村、德字村、东余镇村和星宏村。